# Shōwa (Fukushima)
Shōwa (昭和村?) è un villaggio giapponese della prefettura di Fukushima.